# Benjamin Spock

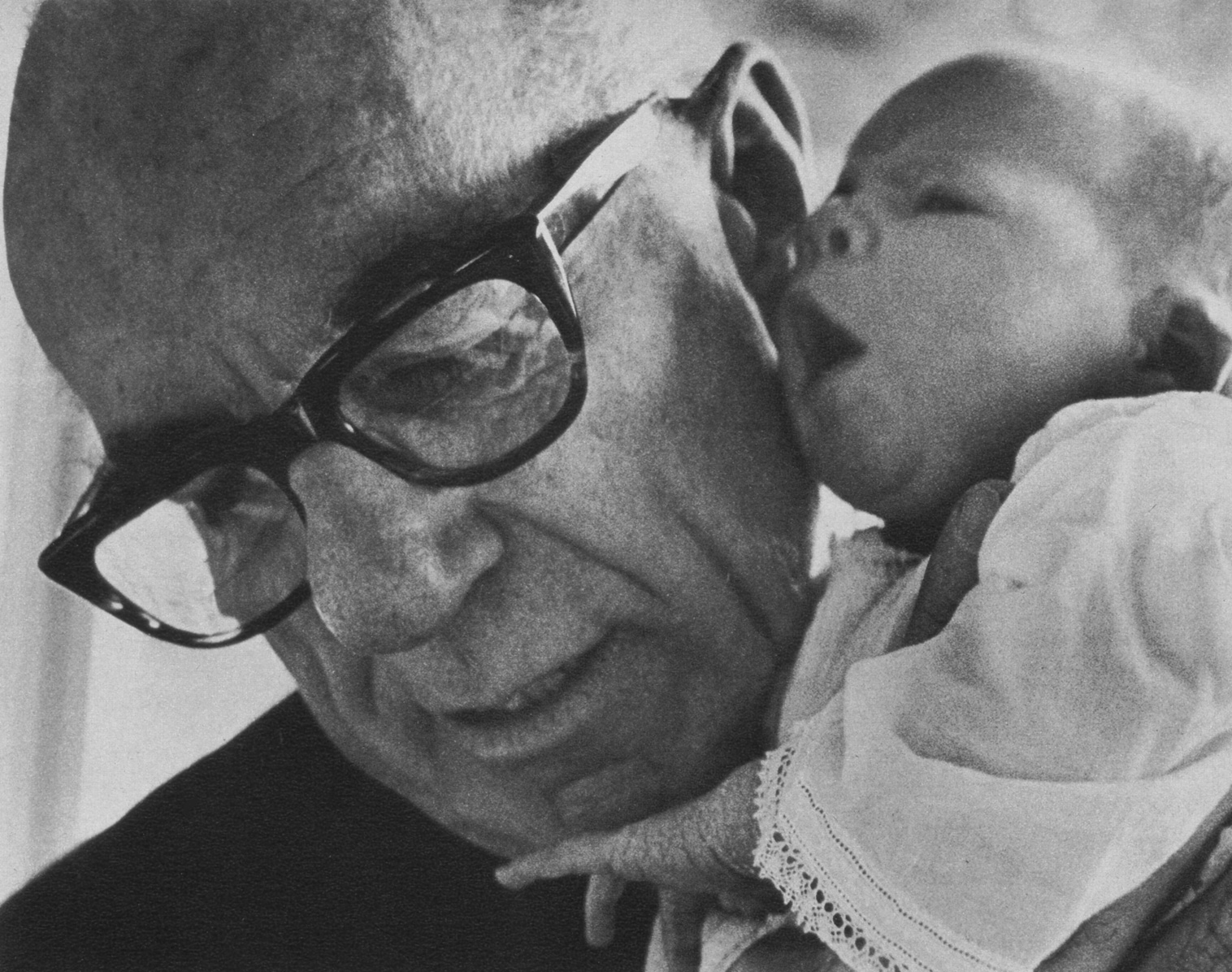
Benjamin McLane Spock met zijn kleindochter Susannah in 1967

Benjamin McLane Spock (New Haven, 2 mei 1903 - La Jolla (Californië), 15 maart 1998), gewoonlijk aangeduid als dr. Spock, was een Amerikaans (kinder)arts.
Hij werd in één klap wereldberoemd met zijn boek Baby and Child Care, gepubliceerd in 1946, dat behoort tot de grootste bestsellers aller tijden. Moeders werd daarin duidelijk gemaakt dat "ze meer weten dan ze maar denken te weten": echt een revolutionaire boodschap.
"De Spock" was een opzoekboek voor allerlei situaties en verschijnselen die zich kunnen voordoen bij een baby of kleuter. Door het praktische karakter werd het veelvuldig geraadpleegd, en kwamen ook de opvoedkundige adviezen onder de aandacht van de jonge ouders. Deze weken nogal af van wat toen gangbaar was.
Benjamin Spock volgde voortgezet onderwijs aan de Phillips Academy in Andover, Massachusetts.  Hij was de eerste pediater die de psychoanalyse onderzocht om de behoeften van kinderen en familiale stuwkrachten te proberen te begrijpen. Zijn ideeën in verband met de zorg voor kinderen hebben een groot aantal ouders uit meerdere generaties beïnvloed, in die zin dat ze flexibeler omsprongen met hun kinderen, hen met meer genegenheid behandelden en hen als individuen beschouwden. Dit in tegenstelling tot de algemeen aanvaarde norm vóór hem, die inhield dat het opvoeden van kinderen op het opbouwen van discipline gericht zou moeten zijn en dat baby's niet "bedorven" zouden mogen worden door hen bijvoorbeeld op te pakken als ze huilden.
Later is Spock veelvuldig verweten dat zijn toegeeflijke houding tegenover kinderen had geleid tot het opgroeien van een generatie die zich niets meer liet gezeggen. Toen dezelfde dr. Spock zich aansloot bij deze generatie in haar protest tegen de oorlog in Vietnam, viel hij bij grote groepen in ongenade.
De Nederlandse vertaling van het boek is oorspronkelijk bewerkt door Ph. H. Fiedeldij Dop en de nieuwe Nederlandse bewerking wordt sinds 1984 door Robert van Andel en Pim van der Pol gedaan. De Nederlandse bewerking is nooit een letterlijke vertaling geweest, maar probeert relevant te zijn voor de Nederlandse maatschappelijke situatie.

## Trivia
- Dokter Spock is ook olympisch kampioen. Op de Olympische Zomerspelen van 1924 maakte hij deel uit van het roeiteam dat voor de Verenigde Staten goud won in de acht met stuurman.
- Dokter Spock was naar eigen zeggen een afstammeling van Nederlandse immigranten, die oorspronkelijk Spaak geheten hebben.

1900: Carr & DeBaecke & Exley & Geiger & Hedley & Juvenal & Lockwood & Marsh & Abell ·
1904: Cresser & Gleason & Schell & Flanagan & Armstrong & Lott & Dempsey & Exley & Abell ·
1908: Gladstone & Kelly & Johnstone & Nickalls & Burnell & Sanderson & Etherington-Smith & Bucknall & Maclagan ·
1912: Burgess & Swann & Wormald & Horsfall & Gillan & Garton & Kirby & Fleming & Wells ·
1920: Jacomini & Graves & Jordan & Moore & Sanborn & Johnston & Gallagher & King & Clark ·
1924: Carpenter & Kingsbury & Lindley & Miller & Rockefeller & Sheffield & Spock & Wilson & Stoddard ·
1928: Stalder & Brinck & Frederick & Thompson & Dally & Workman & Caldwell & Donlon & Blessing ·
1932: Salisbury & Blair & Gregg & Dunlap & Jastram & Chandler & Tower & Hall & Graham ·
1936: Morris & Day & Adam & White & McMillin & Hunt & Rantz & Hume & Moch ·
1948: I. Turner & D. Turner & Hardy & Ahlgren & Butler & Brown & Smith & Stack & Purchase ·
1952: Shakespeare & Fields & Dunbar & Murphy & Detweiler & Proctor & Frye & Stevens & Manring ·
1956: Charlton & Wight & Cooke & Beer & Esselstyn & Grimes & Wailes & Morey & Becklean ·
1960: Rulffs & Schröder & F. Schepke & K. Schepke & von Groddeck & Hopp & Bittner & Lenk & Padge ·
1964: J. Amlong & T. Amlong & Budd & Clark & Cwiklinski & Foley & Knecht & Stowe & Zimonyi ·
1968: Meyer & Schreyer & Henning & Hottenrott & Ulbricht & Hirschfelder & Siebert & Ott & Tiersch ·
1972:  Hurt & Veldman & Joyce & Hunter & Wilson & Earl & Coker & Robertson & Dickie ·
1976: Baumgart & Döhn & Klatt & Lück & Wendisch & Kostulski & Karnatz & Prudöhl & Danielowski ·
1980: Krauß & Koppe & Kons & Friedrich & Doberschütz & Karnatz & Dühring & Höing & Ludwig ·
1984: Turner & Neufeld & Evans & Main & Steele & Evans & Crawford & Horn & McMahon ·
1988: Maennig & Möllenkamp & Mellinghaus & Schultz & Wessling & Eichholz & Domian & Rabe & Klein ·
1992: Wallace & Robertson & Forgeron & Barber & Marland & Rascher & Crosby & Porter & Paul ·
1996: Zwolle & Simon & Bartman & Maasdijk & Van der Zwan & Van Steenis & Florijn & Rienks & Duyster ·
2000: Lindsay & Hunt-Davis & Dennis & Attrill & Grubor & West & Scarlett & Trapmore & Douglas ·
2004: Read & Allen & Ahrens & Hansen & Deakin & Beery & Hoopman & Volpenhein & Cipollone ·
2008: Light & Rutledge & Byrnes & Wetzel & Howard & Seiterle & Kreek & Hamilton & Price ·
2012: Adamski & Kuffner & Johannesen & Reinelt & Schmidt & Müller & Mennigen & Wilke & Sauer ·
2016: Durant & Ransley & Triggs Hodge & Gotrel & Reed & Bennett, Langridge & Satch & Hill ·
2020: Mackintosh & Bond & Murray & Brake & Williamson & Wilson & Kirkham & Macdonald & Bosworth ·
2024: Bolding & Carnegie & Gibbs & Ford & Dawson & Elwes & Digby & Rudkin & Brightmore
- Bibsys: 90062603
- Biblioteca Nacional de España: XX1102824
- Bibliothèque nationale de France: cb11925368x (data)
- Catàleg d'autoritats de noms i títols de Catalunya: 981058514861206706
- CiNii: DA01814437
- Gemeinsame Normdatei: 120825902
- International Standard Name Identifier: 0000 0001 1438 244X
- Library of Congress Control Number: n50024566
- Nationale Bibliotheek van Letland: 000031740
- MusicBrainz: e594b22b-2253-4c25-ac15-fa0c72c777e7
- National Archives and Records Administration: 138923399
- Bibliotheek van het Japanse parlement: 00457352
- Nationale Bibliotheek van Tsjechië: jn20000402260
- Nationale Bibliotheek van Israël: 987007268436605171
- Nationale Bibliotheek van Polen: a0000001189294
- Nederlandse Thesaurus van Auteursnamen: 06836024X
- SNAC: w6gb2m9v
- Système universitaire de documentation: 027146561
- Trove: 1215531
- Virtual International Authority File: 14776977
- WorldCat: E39PBJmDrkTGjKrmqDgRj4KmVC